# Saint-Riquier-ès-Plains

Saint-Riquier-ès-Plains este o comună în departamentul Seine-Maritime, Franța. În 1 ianuarie 2022 avea o populație de 628 de locuitori.